# Yang Wei (gimnasta)
Yang Wei (en xinès simplificat: 杨威; xinès tradicional: 楊威; pinyin: Yáng Wēi) (Xiantao, República Popular de la Xina 1980) és un gimnasta artístic xinès, guanyador de cinc medalles olímpiques.

## Biografia
Va néixer el 8 de febrer de 1980 a la ciutat de Xiantao, població situada a la província de Hubei (República Popular de la Xina). Està casat, des de l'any 2008, amb la també gimnasta i medallista olímpica Yang Yun.

## Carrera esportiva
Va participar, als 20 anys, en els Jocs Olímpics d'Estiu de 2000 realitzats a Sydney (Austràlia), on va aconseguir guanyar dues medalles olímpiques: la medalla d'or en la competició masculina per equips amb l'equip xinès i la medalla de plata en la competició individual. Així mateix finalitzà quart en la competició d'anelles i d'exercici de terra, guanyant sengles diplomes olímpics.
En els Jocs Olímpics d'Estiu de 2004 realitzats a Atenes (Grècia) no va tenir èxit i únicament finalitzà cinquè en la prova per equips i setè en la prova individual per un error en la rotació de barra fixa. Així mateix no es classificà per a cap final per aparells.
En els Jocs Olímpics d'Estiu de 2008 realitzats a Pequín (República Popular de la Xina) aconseguí guanyar la medalla d'or en la competició individual així com en la competició per equips, a les quals sumà una medalla de plata en la prova d'anelles. Així mateix finalitzà quart en la competició de cavall amb arcs, aconseguint un nou diploma olímpic.
Al llarg de la seva carrera ha aconseguit guanyar deu medalles en el Campionat del Món de gimnàstica artística, entre elles set medalles d'or; i quatre medalles d'or en els Jocs Asiàtics.